# پرگان
پرگان یک روستا در ایران است که در دهستان بنستان شهرستان بهاباد واقع شده‌است. پرگان ۳۳ نفر جمعیت دارد.